# Camponotus gibbinotus
Camponotus gibbinotus är en myrart som beskrevs av Auguste-Henri Forel 1902. Camponotus gibbinotus ingår i släktet hästmyror, och familjen myror. Inga underarter finns listade.